# Galindo Garcés
Galindo Garcés (umro 844.) bio je grof Aragonije između 833. i 844. godine.
Bio je sin i nasljednik Matrone Aznárez i njenog supruga Garcíje I. Galíndeza, grofa Pamplone i Aragonije koji je vladao Aragonijom između 820. i 833. godine. Bio je unuk Galinda Velasca i praunuk Belasca, grofa od Pamplone (799. — 812.).
Kad je umro, nije imao nasljednika sa svojom suprugom Guldregut, pa ga je naslijedio njegov rođak, Galindo I. Aznárez, sin Aznara I. Galíndeza, koji je već bio grof Urgella (830. – 833.), Pallarsa (833. – 834.) i Ribagorze (833. – 834).